# Usted
Usted es un pronombre personal del español, que morfológicamente se comporta como tercera persona del singular, pero semánticamente es de segunda persona, y que en la oración desempeña la función de sujeto y de complemento con preposición; por ejemplo: «Ha hecho usted muy buen trabajo»; «Usted está a tiempo».

## Etimología
Según indica la RAE es un aféresis de vusted, que a su vez procede de vuestra merced, un tratamiento o título de cortesía que se usaba antiguamente con aquellos que no tenían renombre o grado por donde se les debieran otros tratamientos superiores. Así, vuestra merced evolucionaría hacia vusted. En los países árabes se suele pensar que la palabra tiene relación con el árabe ustað (أستاذ) (en femenino ustaða(t)), que es un honorífico que se emplea al dirigirse a un hombre culto.

## Paradigma verbal
- Normalmente se emplea como tratamiento de cortesía, respeto o distanciamiento, pero en Costa Rica, Honduras y ciertos lugares de Colombia, Guatemala y Venezuela es apto en el trato entre amigos o familiares como forma cordial.
- Sus formas verbales son las de tercera persona singular (puede usted sentarse).
- Su plural es «ustedes», que en Hispanoamérica y en algunas zonas de España (Andalucía Occidental y Canarias) cumple la función de segunda persona del plural, mientras que en el centro y norte de España así como en Guinea Ecuatorial se emplea la forma «vosotros» en el trato cotidiano con conjugaciones particulares, reservando «ustedes» para el tratamiento respetuoso. En el archipiélago de Chiloé (Chile), «ustedes» y sus conjugaciones se emplean como forma de tratamiento cortés para una persona.
- En la escritura, se suele abreviar Ud., cuyo plural es Uds.; también pueden usarse Vd., U. y V.[2]

## Fenómeno lingüístico
En el acento gocho de Venezuela puede distinguirse su utilización marcada. Se abandona por completo el tú, el voseo y el vuestra merced. No implica respeto implícito por parte del hablante, pues se utiliza constantemente.